# Jean d'Armagnac-Nemours
Jean d'Armagnac, né en 1470, mort en 1500, fut comte de Pardiac, duc de Nemours de 1484 à 1500. Il était second fils de Jacques d'Armagnac, duc de Nemours et comte de la Marche, et de Louise d'Anjou.

## Biographie
Pour l'exécution de son père, l'échafaud fut dressé dans la Halle. Dessous furent placés les enfants du duc revêtus de robes blanches afin que le sang de leur père rejaillît sur eux et que chacune des taches fût apparente. Après cette exécution, on les conduisit en cet état à la Bastille, dans des cachots faits en forme de hottes où la gêne que leur corps éprouvait était un continuel supplice. Leurs pieds n'y pouvaient y trouver une place, leur corps n'y pouvait se reposer. On les tirait deux fois par semaine de ce lieu épouvantable, pour les fustiger. On leur arrachait les dents à  plusieurs intervalles et on leur faisait subir des tourments inouïs. Ce récit est connu et attesté par la requête que le plus jeune, Louis de Nemours, fit après la mort de Louis XI en 1483, l'aîné Jean étant devenu fou.

Il avait sept ans lors de l'exécution de son père et fut retenu à la Bastille, jusqu'à l'avènement de Charles VIII, en 1483.
 
Celui-ci lui rendit en 1484 une partie des terres de son père, dont Nemours et le Pardiac. Devenu fou après les tortures subies, il mena une vie dissipée, et ses frères et sœurs menèrent des actions en justice pour l'empêcher d'aliéner les terres familiales en règlement de ses dettes. 

En 1489, il vendit les vicomtés de Carlat et de Murat à Pierre II de Bourbon, sire de Beaujeu en échange du comté de l'Isle-Jourdain.
Il épousa en 1492 Yolande de La Haye († 1517), mais n'eut pas d'enfants[réf. nécessaire]. Son frère Louis, comte de Guise, lui succéda.